# Horst (Holstein)
Horst (Holstein) ist eine Gemeinde im Kreis Steinburg in Schleswig-Holstein. Sie ist Verwaltungssitz des Amtes Horst-Herzhorn.

## Geographie

### Geographische Lage
Das Gemeindegebiet von Horst erstreckt sich im Naturraum Barmstedt-Kisdorfer Geest (Haupteinheit Nr. 694) der Südholsteinischen Geest nordwestlich der Stadt Elmshorn. Schwarzwasser und Horstgraben fließen im Gemeindegebiet.

### Ortsteile
Die Siedlungsstruktur der Gemeinde umfasst eine Vielzahl von Siedlungsplätzen (statistisch als Wohnplätze bezeichnet). Neben dem für die Gemeinde namenstiftenden Hauptort mit den benannten Ortsteilen Hahnenkamp, Heisterende, Horst, Bahnhof (nicht Standort des gemeindlichen Bahnhaltepunkts) und Horstheide befinden sich ebenfalls die Häusergruppen
Dovenmühlen, Fiefhusen, Hinterm Holz, Lüningshof, Moordiek, Panzerberg, Schloburg und (teilweise) Schönmoor, die Siedlungen Torfmoor und Ziegelei, ebenso die Hof-/Höfesiedlungen Busch, Dannwisch, Eichenhof, Hackelshörn, Horstmoor, Horstmühle (u. Wasserwerk), Horstreihe, Lindenkamp, Nutzwedel und Rusch, das Wirtshaus Himmel und die Haussiedlung Harzhoe im Gemeindegebiet.

### Nachbargemeinden
Das Gemeindegebiet von Horst wird umschlossen von:
|                         | Hohenfelde                                  |                                                    |
| Sommerland              | Kompassrose, die auf Nachbargemeinden zeigt | Brande-Hörnerkirchen, Klein Offenseth-Sparrieshoop |
| Kiebitzreihe, Altenmoor |                                             | Elmshorn                                           |

## Geschichte

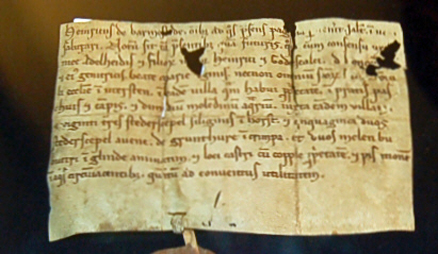
Die Stiftungsurkunde vom Ritter Heinrich II. von Barmstede

Die erste urkundliche Erwähnung des Ortes stammt aus einer Schenkungsurkunde des Ritters Heinrichs II. von Barmstede zur Gründung des Zisterzienser-Nonnenkloster zu Uetersen aus dem Jahre 1234, in der er dem neugegründeten Kloster 23 Stader Scheffel Winterweizen aus Horst stiftete. In den folgenden Jahrhunderten arrondierte das Kloster seine Horster Besitzungen durch Schenkungen und Zukäufe so weit, dass die gesamte Ortschaft als Patrimonialgut unter die Jurisdiktion des Klosters kam. Erst durch die preußischen Verwaltungsreformen ab 1867 wurde der Ort zu einer Gemeinde im Kreis Steinburg und damit vom Kloster Uetersen unabhängig. Zu diesem Zeitpunkt wurden auch die vorher zum Kloster Itzehoe gehörenden Ortsteile Moordiek und Schönmoor eingemeindet, der Ortsteil Klein Grönland wurde abgetrennt und der Gemeinde Grönland zugeschlagen.
Ursprünglich war Horst rein landwirtschaftlich geprägt. Das gesamte Areal der Gemeinde ist mit fast 3000 Hektar verhältnismäßig groß, so dass sich neben den 14 Vollhufnern und 16 Halbhufnern über 70 Kätner mit Landbesitz ansiedeln konnten, insgesamt also über 100 Bauernstellen. Allerdings waren größere Moor- und Heideflächen für die Landwirtschaft nur bedingt tauglich.
Durch die Abgabe von Kirchenland entlang der Landstraße Elmshorn-Itzehoe entstand aber schon während des 18. Jahrhunderts eine größere Ansiedlung von Plincken, kleinen Wohnhäusern mit nur wenig Gartenland, in denen Tagelöhner, Händler und Handwerker wohnten und arbeiteten. Dadurch stieg die Bevölkerungszahl bereits um 1850 auf über 2000 und machte Horst nach den Städten Itzehoe, Glückstadt und Wilster zum damals viertgrößten Ort in der Steinburger Region. Die Anbindung durch die Altona-Kieler Eisenbahn-Gesellschaft an die Bahnstrecke Hamburg-Altona–Kiel 1844 trug ebenfalls zum Bevölkerungswachstum und zur Ansiedlung neuer Gewerbe- und Handelsbetriebe bei. An der aufkommenden Industrialisierung zum Ende des 19. Jahrhunderts hatte Horst jedoch trotz seines relativ großen Potenzials an Arbeitskräften nur geringen Anteil. Einzig die 1864 gegründete Wollspinnerei von H. Ottens schaffte den Aufschwung zum großen Industriebetrieb mit mehreren hundert Mitarbeitern in den 1930er Jahren.
Nach dem Zweiten Weltkrieg verdoppelte sich fast die Bevölkerungszahl durch die Zuwanderung von Flüchtlingen und Vertriebenen von etwa 2600 Einwohnern (1939) auf zunächst über 5000 (1950), um sich in den 1960er Jahren auf rund 4000 einzupendeln. Nach der Ausweisung von weiteren Wohngebieten in den letzten Jahrzehnten ist nun die Zahl von 5000 Einwohnern wieder überschritten. Dazu trug die deutlich verbesserte Verkehrsanbindung nach Hamburg bei. Nachdem 1987 zunächst der alte Horster Bahnhof im Ortsteil Hackelshörn stillgelegt worden war, wurde 2003 im Ortsteil Horstheide eine neue Bahnstation eröffnet. Zudem besteht seit 1981 ein Anschluss an das Autobahnnetz.

## Politik

### Gemeindevertretung
Bei der Kommunalwahl am 14. Mai 2023 wurden insgesamt 19 Sitze vergeben. Von diesen erhielt die Horster Wählergemeinschaft neun Sitze, die CDU erhielt sechs Sitze und die Grünen und die SPD erhielten je zwei Sitze.

### Wappen
Blasonierung: „In Grün auf silbernem Dreiberg, belegt mit einem roten Schild, darin ein silbernes Nesselblatt, drei silberne Laubbäume.“

## Infrastruktur

### Bildung
In der Gemeinde Horst liegen die Grundschule Op de Host und die Gemeinschaftsschule Jacob-Struve-Schule.

### Verkehr
Straße

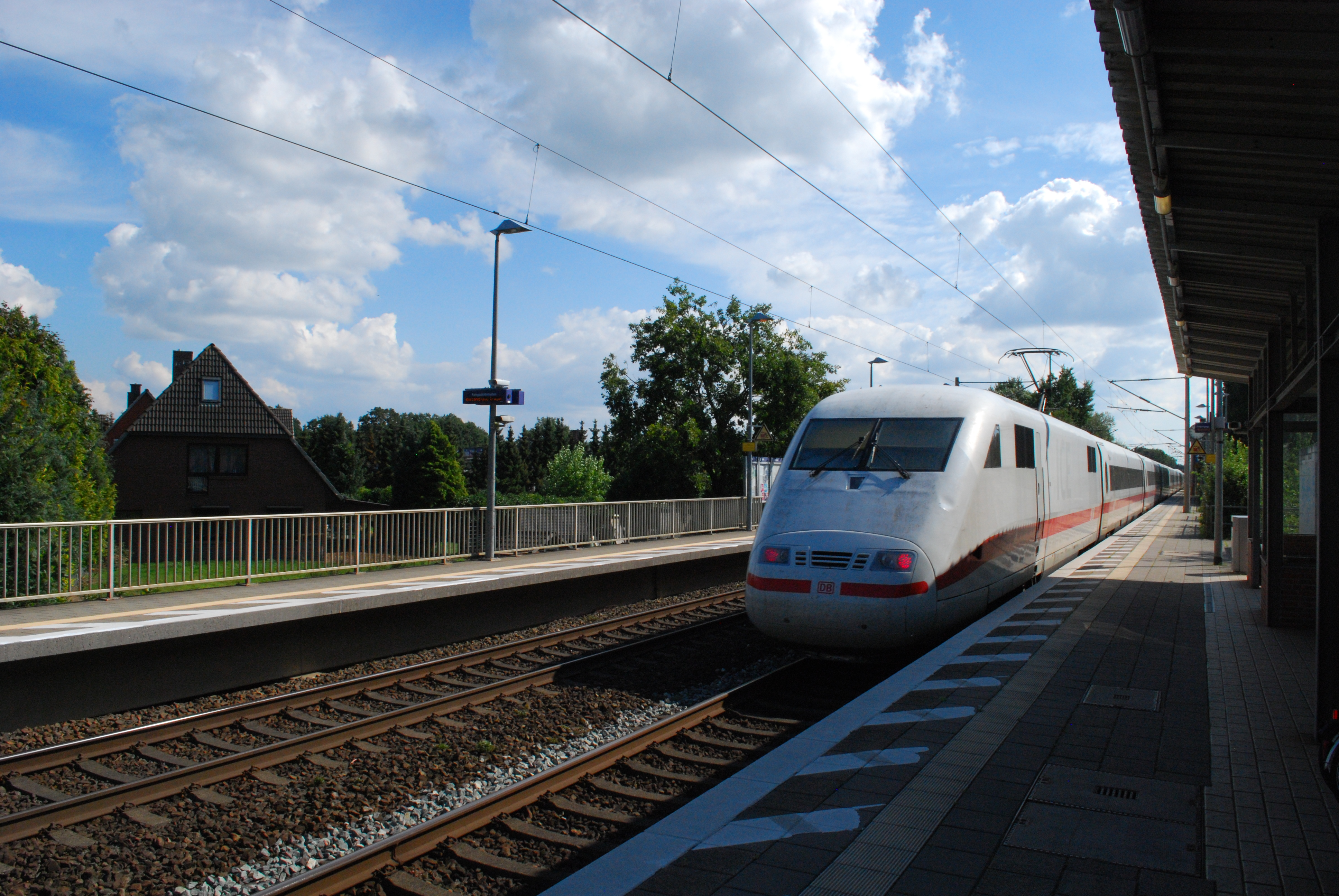
Auf einem Bahnsteig des Bahnhofes Horst

Die Gemeinde Horst liegt am Abzweig der schleswig-holsteinischen Landesstraße 288 von der Landesstraße 100. Die erstgenannte bildet die Anbindung zur nicht im Gemeindegebiet liegenden Anschlussstelle Horst/Elmshorn (Nr. 13) der Bundesautobahn 23 zwischen Itzehoe und Elmshorn
Die Grüne Küstenstraße verläuft durch die Gemeinde.
Schiene
Die Gemeinde besitzt einen Haltepunkt an der Bahnstrecke Hamburg-Altona–Kiel (Horst in Holstein).

## Vereine

### Sportvereine
Größter Verein der Gemeinde ist der MTV Horst der u. a. Faustball, Handball, Leichtathletik und Tischtennis anbietet. Der VfR Horst (Verein für Rasensport Horst) betreibt hauptsächlich Jugend- und Herrenfußball.
2010 wurde aus den Handballabteilungen des MTV Horst von 1913 e. V. und Rot-Weiß Kiebitzreihe e. V. die Handballspielgemeinschaft Horst/Kiebitzreihe (HSG Horst/Kiebitzreihe Südsteinburg) gegründet und trainiert mehrere Teams. Die Herren-Mannschaft spielt (Stand 2025) in der Oberliga (5. Liga).

### Pfadfinder
Der Verband Christlicher Pfadfinderinnen und Pfadfinder, Stamm St. Georg Horst wurde 1960 gegründet.

## Persönlichkeiten

### Söhne und Töchter der Gemeinde
- Joachim Friedrich Bolten (1718–1796), Arzt und Conchologe
- Jacob Struve (1755–1841), Mathematiker und Philologe
- Johannes Clauß Voß (1858–1922), deutsch-kanadischer Seefahrer, Weltumsegler
- Robert Scharmer (1862–1940), Verwaltungsjurist, Ministerialbeamter
- Johannes Fock (1910–1986), Bibliothekar und Bibliotheksdirektor in Hamburg
- Werner Gilde (1920–1991), Experte für Schweißtechnik
- Claus-Robert Kruse (* 1948), Musiker, Arrangeur, Komponist und Musikproduzent

### Mit der Gemeinde verbunden
- Uwe John (1950–2008), Politiker (SPD), lebte in Horst und war Mitglied der Gemeindevertretung.
- Isi Glück (* 1991), Miss Germany 2012, lebt in Horst und besuchte hier die Schule.
- Ernst Otto Karl Grassmé[10] († 1992), lebte als Einsiedler jahrzehntelang im Horster Torfmoor (Verfilmung seines Lebens im Jahr 2015)